# Clive Pullen
Clive Pullen (né le 18 octobre 1994) est un athlète jamaïcain, spécialiste du triple saut.

## Biographie
En réussissant un saut de 16,90 m (+ 1,9 m/s) lors des sélections olympiques jamaïcaines de Kingston, le 30 juin 2016, il devient le premier sauteur jamaïcain à participer aux Jeux olympiques depuis 44 ans.
Le 10 février 2017, il bat le record national en salle avec 17,19 m, meilleure performance mondiale de l'année.

## Palmarès
| Date | Compétition                    | Lieu       | Résultat | Marque  |
| ---- | ------------------------------ | ---------- | -------- | ------- |
| 2018 | Championnats du monde en salle | Birmingham | 13e      | 16,13 m |
| 2018 | Jeux du Commonwealth           | Gold Coast | 7e       | 16,25 m |